# 2006年音乐
2006年的第一天從星期日開始。2006年又是莫扎特年，紀念奧地利作曲家莫扎特誕生250周年。

## 音樂大事紀
- 第48届颁奖典礼在2006年2月9日于美国洛杉矶的史坦普中心举行。
- 第六屆音樂風雲榜頒獎典禮於2006年4月2日在北京展覽館舉行。
- 臺灣的第17屆金曲獎於2006年6月10日晚間舉行頒獎典禮。
- 第六屆全球華語歌曲排行榜2006年10月28日在新加坡室內體育館舉行頒獎典禮。

逝世樂人
- 1月1日——黃建福（不浪·尤幹），37歲，台灣原住民歌手。
- 9月11日——關海山，香港資深藝人，粵劇紅伶。
- 12月25日——詹姆士·布朗，73歲，美國歌手。

## 重要獎項

### 第6屆音樂風雲榜

#### 内地部分
- 内地最佳女歌手：韩红《感动》
- 内地最受欢迎女歌手：周笔畅
- 内地最受欢迎男歌手：孙楠
- 内地最佳男歌手：汪峰《怒放的生命》
- 内地最佳专辑：羽泉《三十》
- 内地最佳新人：金莎《空气》
- 内地最佳唱作人：羽泉《三十》
- 内地最佳歌曲奖：群星《礼物》
- 最佳编曲：Mac Chew 毕晓世（金莎《空气》）
- 最佳制作人：火星电台（周迅《偶遇》）
- 最佳作词：梁芒（群星《礼物》）
- 最佳作曲：火星电台（周迅《偶遇》）

#### 港台部分
- 港台最佳女歌手：孫燕姿
- 港台最佳男歌手：陶喆
- 港台最受歡迎女歌手：孫燕姿
- 港台最受歡迎男歌手：周杰倫
- 港台最佳專辑：陶喆《太平盛世》
- 港台最佳新人：柯有倫《ALAN柯有倫》
- 港台最佳唱作人：陶喆《太平盛世》
- 港台最佳歌曲：光良《童話》
- 港台最佳编曲：蔡政勳、陈建玮、许环良（林俊杰《一千年以後》）
- 港台最佳制作人：陶喆（陶喆《太平盛世》）
- 港台最佳作词：方文山（周杰伦《髮如雪》）
- 港台最佳作曲：陶喆（陶喆《愛我還是他》）

#### 粤语单元
- 粤语最佳女歌手：林忆莲《本色》
- 粤语最佳男歌手：陈奕迅《U87》
- 粤语最佳专辑：陈奕迅《U87》
- 粤语最佳新人：王菀之《王菀之IVANA》

#### 摇滚单元
- 最佳摇滚歌手：崔健《给你一点颜色》
- 最佳摇滚专辑：群星《礼物》
- 最佳摇滚新人：牛奶@咖啡《燃烧吧，小宇宙》
- 最佳摇滚歌曲：群星《礼物》
- 最佳摇滚乐队：与非门《A逻辑》

#### 其他獎項
- 终身成就奖：庄奴、乔羽
- 年度风云大奖：超级女声
- 三地联颁奖男歌手：周杰伦
- 三地联颁奖女歌手：孙燕姿
- 三地联颁奖最佳专辑：周杰伦《十一月的萧邦》

## 外部連結
- http://stars.udn.com/star/StarsContent/Content8464/02.shtml（页面存档备份，存于）